# Холланд, Мерлин
Кри́стофер Ме́рлин Ви́вьен Хо́лланд (англ. Christopher Merlin Vyvyan Holland; род. декабрь 1945, Лондон) — британский биограф и редактор. Единственный внук писателя Оскара Уайльда, жизнь которого он изучал в своих работах.

## Биография
Родился в декабре 1945 года в Лондоне, в семье писателя Вивьена Холланда и его второй жены, Тельмы Безант. Приходится единственным внуком Оскару Уайльду и Констанс Ллойд.
Наследник произведений Оскара Уайльда. Считает, что их семья пострадала от гомофобии.